# Trochosa ruandanica
Trochosa ruandanica är en spindelart som först beskrevs av Roewer 1960.  Trochosa ruandanica ingår i släktet Trochosa och familjen vargspindlar.
Artens utbredningsområde är Rwanda. Inga underarter finns listade i Catalogue of Life.